# Синявицови
Синявицови (Coraciidae) е семейство птици от разред Синявицоподобни (Coraciiformes).
Семейството включва два съвременни рода с 12 вида, разпространени главно в тропичните и субтропични области на Стария свят. Синявицовите са средноголеми птици и се хранят главно с насекоми.

## Родове
Семейство Coraciidae – Синявицови
- Coracias – Синявици
- Eurystomus